# Meriones crassus
Meriones crassus é uma espécie de roedor da família Muridae.
Pode ser encontrada nos seguintes países: Afeganistão, Argélia, Egipto, Irão, Iraque, Israel, Jordânia, Kuwait, Líbia, possivelmente Mali, Marrocos, Níger, Arábia Saudita, Sudão e Síria.
Os seus habitats naturais são: desertos quentes.